# Laura Chiesa
Laura Chiesa (Moncalieri, 5 agosto 1971) è un'ex schermitrice italiana, specializzata nella spada.
È stata la numero uno nella sua specialità nel triennio 1993-1996.

## Vittorie e piazzamenti
Titolare della Nazionale Italiana di scherma dal 1989 al 1998, ha conseguito i seguenti risultati:
Giochi olimpici
Individuale
A squadre
- Argento nella spada ad Atlanta 1996[1].

Mondiali
Individuale
- Oro nella spada ad Atene 1994
- Argento nella spada a Essen 1993
- 5ª classificata nella spada a Budapest 1991
- 5ª classificata nella spada a L'Avana 1992
- 6ª classificata nella spada a Denver 1989

A squadre
- Argento nella spada a Denver 1989
- Bronzo nella spada a Lione 1990
- Bronzo nella spada a L'Avana 1992
- 4ª classificata nella spada a Essen 1993
- 4ª classificata nella spada a L'Aia 1995
- 5ª classificata nella spada a Budapest 1991
- 6ª classificata nella spada a Città del Capo 1997
- 6ª classificata nella spada a La Chaux de Fonds 1998

Europei
Individuale
- Bronzo nella spada a Lisbona 1992

A squadre
Universiadi
Individuale
A squadre
- Argento nella spada a Sheffield 1991

Coppa del mondo
Individuale
- 1991/1992 -  (Legnano, Locarno, Monte Carlo)
- 1992/1993 -  (San Paolo, Sydney)

A squadre
Campionati italiani
Individuale
- Oro nella spada a Livorno 1993

A squadre

## Altri risultati
Mondiali giovanili
Individuale
- 5ª classificata nella spada a Istanbul 1991
- 6ª classificata nella spada a Mödling 1990

A squadre
Campionati italiani giovani
Individuale
- Oro nella spada nel 1988
- Oro nella spada nel 1989

A squadre